# The Body Shop
The Body Shop International plc, cunoscut și ca The Body Shop, este un lanț de magazine britanic de produse cosmetice și este afiliat la concernul L'Oréal. Este al doilea ca mărime din lume, după compania braziliană O Boticario. Rețeaua are 2,500 de magazine în peste 60 de țări și a fost fondată de Anita Roddick.

## Istorie
În anii 70, Anita Roddick (apoi Anita Perilli) a vizitat un magazin numit The Body Shop din Berkeley, California, condus de Peggy Short și Jane Saunders. Acest lucru a inspirat-o să-și deschidă propriul ei magazin în Marea Britanie. În 1987, Anita a achiziționat drepturile de nume ale originalului Body Shop.
Deschiderea primul magazin condus de Roddick s-a bucurat de o atenție neașteptată, când ziarul din Brighton, Argus Seara, a realizat un articol despre un vânzător de pompe funebre care s-a plâns cu privire la utilizarea numelui "The Body Shop."
După lansarea sa din 1976, Body Shop a înregistrat o creștere rapidă, extinzându-se cu o rată de 50% pe an. Stocul său a fost vehiculat la bursa londoneză Unlisted Securities Market în luna aprilie 1984. După ce a obținut o listă completă la bursa de valori din Londra, stocul a primit porecla "Acțiunile care sfidează gravitația," deoarece prețul său a crescut cu mai mult de 500%.
În martie 2006, The Body Shop a fost achiziționat de L'Oréal pentru suma de 652,3 miliaoane £. S-a raportat că Anita, fondatoarea companiei și soțul acesteia, Gordon Roddick au câștigat 130 milioane £ din vânzare.